# Grigore Dimitrescu
Grigore (Dorel) Dimitrescu (n. 1882, Ploiești, România – d. 1955, Sighetu Marmației, Maramureș, România) a fost un magistrat român, profesor universitar la Facultatea de Drept a Universității din București. Având și calitatea de specialist în finanțe (a devenit doctor în drept, economie și finanțe la Paris), a deținut și funcția de guvernator al Băncii Naționale a României în perioada 3 februarie 1934 - 26 iulie 1935.
În vremea lui, prin „Legea pentru organizarea și reglementarea comerțului de bancă” (8 mai 1934) a luat ființă Consiliul Superior Bancar, dirijat de banca centrală. Acesta organiza și îndruma activitatea băncilor din România de la acordarea autorizației de funcționare până la hotărârea de lichidare sau fuzionare.
În perioada comunistă a fost arestat în cadrul operațiunii din noaptea de 5/6 mai 1950 și deținut în închisoarea de la Sighet, unde a și decedat.

## Decorații
- Semnul Onorific „Răsplata Muncii pentru 25 ani în Serviciul Statului” (13 octombrie 1941)[6]